# Jaroslav Julius Libštejnský z Kolovrat
Jaroslav Julius Libštejnský z Kolovrat (německy Jaroslaus Julius von Kolowrat-Liebsteinsky; 1617 – 18. září 1656 nebo 1658) byl český šlechtic z rodu Libštejnských z Kolovrat žijící v 17. století. Sloužil ve státních službách jako císařský rada, hejtman Loketského kraje.

## Život
Podle genealogických záznamů se Jaroslav Julius Libštejnský z Kolovrat narodil jako syn žateckého hejmtana Beneše Libštejnského z Kolovrat (1568–1617 Praha) a jedné z jeho manželek Alžběty Šlikové nebo Anny Barbory Krakovské z Kolovrat.
Jaroslav Julius se poprvé připomíná v roce 1617 při dělení otcovského majetku, což znamená, že v té době již musel být plnoletý. Krátce poté se aktivně zapojil do stavovského povstání a v následném procesu pobělohorských konfiskací byl odsouzen ke ztrátě třetiny majetku. Byly mu zkonfiskovány statky Kolešov a Kryry, které za výhodnou cenu koupil Heřman z Questenberka. Jaroslav Julius si později stěžoval, že zabavené statky byly účelově ohodnoceny nižší odhadní cenou a že byl poškozen. Až později jako kompenzaci obdržel v roce 1648 statek Charvatce a v roce 1651 koupil statek Malá Chyška. 
V následujících letech třicetileté války byl již loajální k Habsburkům, dosáhl titulu císařského rady a jako plukovník vydržoval vlastní vojenskou jednotku Kolowrat. V letech 1642–1648 byl velitelem v Kladsku, hejtmanem v Minsterbersku a Frankenštejnu v Dolním Slezsku. Po skončení třicetileté války se vrátil do Čech a v letech 1652–1658 zastával funkci hejtmana Loketského kraje.
Jeho starší bratr Ferdinand Libštejnský z Kolovrat, komoří, císařský rada a hejtman Starého Města pražského, byl zabit 1. srpna 1648 švédskými vojáky v době obléhání Prahy. 
Podle zprávy Georga Augustina zemřel 18. září 1656 a byl pohřben ve farním kostele Nanebevzetí Panny Marie v Libořicích na Lounsku. Podle jiného zdroje byl po smrti pochován v Praze.